# Juliet Prowse
Juliet Anne Prowse (Bombay, 25 settembre 1936 – Los Angeles, 14 settembre 1996) è stata una ballerina e attrice sudafricana.

## Biografia
Nata in India e cresciuta in Sudafrica, iniziò a studiare danza dall'età di quattro anni. Nel 1958 fu scoperta da Erminio Macario, che da Parigi la portò in Italia scritturandola come "prima ballerina" per la commedia musicale Non sparate alla cicogna con Sandra Mondaini e un nuovo coreografo di cui Macario sempre quell'anno fu talent-scout, Gino Landi. Durante le riprese di uno dei suoi film più celebri, Can Can (1960), il suo ballo impressionò Nikita Chruščёv e conobbe Frank Sinatra, con il quale ebbe un rapporto duraturo.
Si sposò due volte:
- con Eddie Frazier (1969-1970)
- con l'attore John McCook (1972-1979), da cui ebbe un figlio, Seth.

Si riconciliò con l'ex marito John McCook poco prima di morire, non ancora sessantenne, per una forma tumorale.

## Filmografia

### Cinema
- Gli uomini sposano le brune (Gentlemen Marry Brunettes), regia di Richard Sale (1955) (non accreditata)
- Can Can, regia di Walter Lang (1960)
- Cafè Europa (G.I. Blues), regia di Norman Taurog (1960)
- La carovana dei coraggiosi (The Fiercest Heart), regia di George Sherman (1961)
- Il "dritto" di Hollywood (The Right Approach), regia di David Butler (1961)
- Lo sceriffo in gonnella (The Second Time Around), regia di Vincent Sherman (1961)
- Il gigante della roccia del falco (Dingaka), regia di Jamie Uys (1964)
- Una moglie americana, regia di Gian Luigi Polidoro (1965)
- Il sadico (Who Killed Teddy Bear), regia di Joseph Cates (1965)
- Folli notti a Las Vegas (Spree), regia di Mitchell Leisen - documentario (1967)
- The Carol Burnett Show in London, regia di Dave Powers (1970) - film tv
- Second Chance, regia di Peter Tewksbury (1972) - film tv
- Musical Comedy Tonight II, regia di Tony Charmoli (1981) - film tv

### Televisione
- Avventure in paradiso (Adventures in Paradise) – serie TV, episodio 2x06 (1960)
- The Red Skelton Show – serie TV, episodio 12x02 (1962)
- La legge di Burke (Burke's Law) – serie TV, episodi 1x04-2x10 (1963-1964)
- Mona McCluskey – serie TV, 26 episodi (1965-1966)
- The Danny Thomas Hour – serie TV, episodio 1x04 (1967)
- Reporter alla ribalta (The Name of the Game) – serie TV, episodio 1x07 (1968)
- Muppet Show (The Muppet Show) – serie TV, 1 episodio (1976)
- Devlin & Devlin (The Devlin Connection) – serie TV, episodio 1x10 (1982)
- Fantasilandia (Fantasy Island) – serie TV, episodio 7x01 (1983)
- Love Boat (The Love Boat) – serie TV, episodi 3x16-7x25-7x26 (1979-1984)
- Glitter – serie TV, episodio 1x01 (1984)
- La signora in giallo (Murder, She Wrote) – serie TV, episodio 4x01 (1987)